# Тяньшаньская мышовка
Тяньшаньская мышовка (лат. Sicista tianshanica) — вид из рода мышовки семейства мышовковые.

## Научная классификация
Решающую роль в вопросе самостоятельности вида сыграло исследование хромосомных наборов. Ранее вид иногда рассматривался в качестве подвида одноцветной мышовки из Ганьсу.

## Распространение
Географическое распространение — от предгорий до альпийского пояса в хребтах Тянь-Шаня, Джунгарского Алатау, Тарбагатая, Саура в Киргизии, Казахстане и Китае. На территории России не встречается.
Занимает разные биотопы в нескольких вертикальных поясах гор. Чаще обитает в лесо-луго-степном и в субальпийских поясах. Встречается и в окультуренных ландшафтах.

## Внешний вид
Животное средних размеров, наиболее крупное из всех мышовок. Средняя длина тела — 64-65 мм (не более 74 мм), максимальная длина хвоста — 113 мм (в среднем — 156 % длины тела, наполовину и более превышает длину тела). Максимальный вес взрослой особи — 13 г.
Общий тон окраски — желтовато-серо-палевый, тусклый. Окраска верха спины однотонная, серовато-коричневая с развитием желтизны без продольной чёрной полосы. Основание всех волос — аспидно-серое. Бока имеют более светлый окрас, ости с серо-палевыми вершинами. Брюхо окрашено в серо-белёсый с палевым цветом (у старых особей — с ярким рыжеватым оттенком). Кончики лап покрыты белыми волосками. Хвост двуцветный: бурый сверху, белёсый снизу. Молодые особи имеют более серую и тусклую окраску, чем старые.
Задняя лапа довольно длинная (около 27 % длины тела). На ступне задней конечности имеется задний внутренний бугорок, который, как и у кавказской мышовки, округлён спереди, сильно вытянут сзади и приострён.
Диплоидное число хромосом — 32-34, число плеч аутосом — 54-56.

## Образ жизни
Великолепно лазают (длинный гибкий хвост выполняет функцию не только балансира, но и дополнительной опоры при передвижении по стеблям трав и веткам кустарников). Активность приходится преимущественно на ночь, хотя иногда проявляет активность и днём. Убежища обустраиваются в гнилых пнях, очень редко — в стволах деревьев. Форма гнезда эллипсоидная в горизонтальной плоскости, несколько сплюснутая в вертикальной направлении.
Зимой впадает в спячку, продолжительность которой зависит от высоты местности и особенностей погоды данного сезона. Спячка обычно длится с октября по май. Продолжительность жизни в неволе — 2-3 года.
Основу рациона составляют различные беспозвоночные (жуки), а также растительная пища (семена, ягоды, зелёные части растений). Отмечена сезонная смена кормов: наибольшее количество животной пищи обнаружено в желудках особей в конце мая-июня, семян и ягод — в конце лета и осенью (сентябрь). Длительное время могут жить только на растительном корме.

## Размножение
Гон начинается спустя 3-4 недели после пробуждения от зимней спячки первых самцов (задержка вызвана тем, что самки просыпаются позднее). Сроки начала гона зависят от климата и высоты местности. Помет у тяньшаньской мышовки, вероятно, один. Беременные самки встречаются до середины августа. В помёте от 2 до 7 детёнышей. Вынашивание длится около 25 дней. Детёныши рождаются без шерсти и пигмента. К десятому дню темнеет спина, к шестнадцатому — они уже покрыты волосами, на 25-27-й день открываются глаза.